# David Daiber
Pour les articles homonymes, voir Santos.
Santos Daiber est un nom portugais ; le premier nom de famille (d'usage facultatif) est Santos et le second est Daiber.
David Santos Daiber, né le 10 janvier 2007 au Luxembourg, est un footballeur portugais qui joue au poste de milieu défensif au Bayern Munich.

## Biographie

### Carrière en club
David Daiber est formé par le Bayern Munich, où il s'illustre d'abord en équipes de jeunes, intégrant l'équipe des moins de 19 ans dès la saison 2023-24, après laquelle il signe un contrat avec le club allant jusqu'à 2027,.

### Carrière en sélection
David Daiber est convoqué avec l'équipe du Portugal des moins de 17 ans pour participer au Championnat d'Europe des moins de 17 ans qui a lieu en mai et juin 2024,. Le Portugal atteint la finale de la compétition après sa victoire face à la Serbie (2-3),,.

## Palmarès
Portugal -17 ans
- Championnat d'Europe
  - Finaliste en 2024